# 팡산향

팡산향의 위치

팡산향(한국어: 방산향, 중국어: 枋山鄉, 병음: Fāngshān Xiāng)은 대만 핑둥현의 향이다. 넓이는 17.2697km2이고, 인구는 2015년 8월 기준으로 5,664명이다.

## 지리
팡산향은 핑둥현 남서부 연해 지방에 위치하고, 북쪽은 팡랴오향과 동쪽은 춘르향, 스쯔향과 남쪽은 처청향과 각각 접하고, 서쪽은 대만 해협에 접하고 있다. 헝춘반도의 중양산맥 말단에 위치한 팡산향은 남북 약 30km, 동서 약 100m로, 남북으로 길게 늘어선 해안에 면해있는 지세이다.

## 역사
팡산향은 옛날에는 원주민인 파이완족의 거주지이며, 예전에는 붕산(崩山)으로 불렸다. 1860년경부터 한족의 이주가 시작되었을 때, 이주지에 존재한 코작은 산이 자주 산사태를 일으켰기 때문에 '붕산'으로 불리게 되었다. 후에 붕산은 불길하다고 하여 대만어로 동음의 방산(枋山)으로 표기하게 되었다.
1875년, 심보정은 헝춘반도에 항춘현(恆春縣)을 설치해, 오늘날의 헝춘진, 처청향, 만저우향을 한족의 땅으로 정했다. 이 세 지역을 연결하기 위해서 반도 서부에 회랑이 형성되었고 이것이 오늘날의 팡산향의 전신이 되었다. 1920년의 타이완 지방제 개편 때, 이곳에 보잔장(枋山庄)이 설치되어 다카오주 고슌군의 관할이 되었다. 전후에 가오슝현 팡산향으로 개편되었고 1950년에 핑둥현에 귀속되었다.

## 교통
- 타이완 철로관리국 남회선